# Probusclub
Een Probusclub (een afkorting van 'Retired Professional and Business men') is een beweging voor academici en leidinggevenden van 55 jaar en ouder, afkomstig uit het bedrijfsleven en de zakenwereld, die geheel of grotendeels met pensioen zijn. De eerste Probusclub werd in 1965 opgericht in het Verenigd Koninkrijk. De eerste clubs in Nederland en België werden opgericht in respectievelijk 1977 en 1984. De activiteiten van Probus zijn er vooral op gericht om onderling sociale contacten op te doen en te onderhouden.

## Geschiedenis
De eerste Probusclub voor senioren werd in 1965 opgericht, op initiatief van Britse leden van de Rotary. Het doel was om gepensioneerden een sociaal netwerk te bieden, vanuit de gedachte dat men tijdens het werkzaam leven te weinig in een sociaal leven had kunnen investeren. Dit gold specifiek voor forenzen, die door hun werk weinig contacten in hun woonomgeving hadden opgedaan, hetgeen na pensionering tot vereenzaming kon leiden.
In 1977 werd in Delft de eerste afdeling in Nederland opgericht op initiatief van drie leden van de rotaryclub Delft Vrijhof. De eerste Probusclub in België werd opgericht door een lid van de Rotaryclub Antwerpen-Ring.

## Organisatiestructuur
Wereldwijd zijn er in 2020 naar schatting 5000 Probusclubs met gezamenlijk meer dan 425.000 leden. Een overkoepelende internationale organisatie ontbreekt, al heeft een aantal landen wel een nationaal organisatie- en coördinatie-orgaan waar de regionale clubs bij zijn aangesloten. In Nederland is dit de 'Stichting Probus Nederland Informatie Centrum', in België is dit het C.I.C. (Centrum van informatie en coördinatie).
In Nederland zijn er bijna 12.000 leden bij clubs aangesloten. De meeste van de ruim 400 clubs in Nederland zijn mannenclubs, een deel is gemengd en een twintigtal clubs is enkel open voor vrouwen. De leden komen wekelijks, tweewekelijks of maandelijks op een vaste dag bij elkaar. Zelf lid worden van een club is in Nederland niet mogelijk, het lidmaatschap kan alleen op uitnodiging worden verkregen.
In België zijn er 116 clubs met in totaal 4.200 leden.